# Marie-Christine Levet
Pour les articles homonymes, voir Levet.
Marie-Christine Levet, née le 28 mars 1967 à Riom, est une femme d'affaires française.

## Biographie
Elle est « la fille d'une hôtelière tunisienne et d'un négociant voyageur auvergnat ».
Elle fait des études à HEC Paris (1985-1988) et à l'INSEAD (1994).
Elle est consultant chez Accenture de 1988 à 1991, puis Manager chez Pepsico de 1994 à 1997. Elle dirige le moteur de recherche et portail web Lycos de 1997 à 2001, qui atteint le maximum de sa popularité comme moteur en 1999, mais dans lequel le nouveau propriétaire espagnol ne souhaite plus réinvestir. Elle dirige ensuite Club Internet, qu'elle qualifie de « superbe aventure », jusqu'en 2007.
Elle décide alors de quitter le métier d'entrepreneur pour devenir investisseur. Jusqu'en janvier 2010, elle est directrice générale du Groupe Tests Holding qui appartient à cette époque au groupe NextRadioTV créé en 2000 par Alain Weill. De 2010 à fin 2013, elle est partenaire de Jaina Capital, un fonds d'investissement dans des startups créé fin 2009 par Marc Simoncini. De 2015 à 2017, elle est partenaire chez Les Entrepreneurs Réunis,.
En novembre 2017, elle crée Educapital avec Litzie Maarek. Ce fonds se spécialise dans les investissements dans des startups de l'éducation et de la formation,,,.

## Distinctions
- Chevalier de la Légion d'honneur (2018)[10]
- Prix Jeunes dirigeants des nouvelles technologies de TMP Worldwide Executive Search (2000)[11]